# Acaena asthenoglochin
Acaena asthenoglochin é uma espécie de rosácea do gênero Acaena, pertencente à família Rosaceae.